# Любчо Василев (хореограф)
Любчо Стефанов Василев е български хореограф, директор на ПФА „Мизия“ – Търговище. Член е на СБМТД и ръководството на Сдружението на танцови дейци. Член е на УС на „Денсутор“ към СБМТД. Почетен гражданин на Търговище.

## Биография
Любчо Василев е роден на 11 май 1954 година в град Омуртаг. Завършва Института за музикални и хореографски кадри в София, а след това и Академията за музикално, танцово и изобразително изкуство в град Пловдив, при професорите Кирил Дженев, Петър Луканов и Георги Абрашев. Негови преподаватели са изтъкнатите хореографи: Димитър Димитров, Борис Вълков, Кирил Харалампиев и др.
През 1976 година започва работа като хореограф в Общински съвет и ДНА гр. Шумен, а през 1977 година е поканен за главен хореограф на АНПТ „Мизия“ град Търговище. От 1986 година оглавява Ансамбъла и става негов главен художествен ръководител. От 1993 година ансамбъл „Мизия“ става Професионален фолклорен ансамбъл.
Любчо Василев е водил хореографски класове в Русия и Англия.

## Творби
Любчо Василев е автор на около 40 дивертисментни, тематични и сюжетни танца за деца и възрастни. По-известни негови произведения са:
- Предсватбени песни и танци от Герлово – муз. Ст. Чапкънов
- Садински танци и песни – муз. Ив. Вълев
- Българка – муз. Ив. Вълев
- Настроение – муз. Й. Ангелов
- Заешка сватба – муз. Д. Христов
- Ракаджий – муз. Цв. Цветков
- Севернячки – муз. А. Шопов
- Веселият бракониер – муз. Д. Киров
- Момински мизийци – муз. Т. Пращаков
- Игри в ритми – муз. Л. Йорданов
- Приказка за музиканти – муз. проф. М. Василев

## Отличия
Любчо Василев е носител на орден „Кирил и Методий“ I степен, „1300 години Българска държава“, „Златна лира“ на СБМТД, „Кристална лира“ на Министерството на културата и СБМТД за върхови постижения в категорията – Танцов фолклор за 2006 година.